# Wayne Embry
Wayne Richard Embry (ur. 26 marca 1937 w Springfield) – amerykański koszykarz, skrzydłowy, mistrz NBA, uczestnik spotkań gwiazd, działacz klubowy, dwukrotny Menedżer Roku NBA.
Podczas pobytu na Miami University był wielokrotnie wyróżniany za swoje osiągnięcia. Przez dwa lata przewodził konferencji MAC zarówno pod względem zdobytych punktów, jak i zbiórek. Nadal jest w posiadaniu kilku rekordów uczelni, np. w najwyższej średniej zbiórek w karierze (15,5). Znajduje się w czołówce na liście strzelców wszech czasów (1401 punktów) oraz najlepiej zbierających (1117 zbiórek). Nadal dzierży zarówno rekord uczelni, jak i konferencji MAC w największej liczbie zbiórek, uzyskanych w trakcje pojedynczego spotkania (34) oraz całego sezonu (488). Po zakończeniu kariery akademickiej był jednym z zaledwie dziesięciu zawodników w historii konferencji MAC, którzy zdołali uzyskać w swojej karierze co najmniej 1000 punktów oraz zbiórek.
Po opuszczeniu uczelni przystąpił do draftu NBA, w którym to został wybrany z numerem 22 przez St. Louis Hawks. Niedługo po drafcie, 5 sierpnia 1958 roku, został wytransferowany do starających się odbudować swój skład Cincinnati Royals. Wraz z nim oddano również  Jima Palmera, Darrella Floyda, Gerry'ego Calverta i Kena Sidle'a. W przeciwnym kierunku powędrował natomiast All-Star – Clyde Lovellette. Wkrótce (1960) do zespołu dołączył Oscar Robertson, a zespół Royals stał się jedną z czołowych drużyn NBA. Wayne Embry, Oscar Robertson oraz Jack Twyman byli wtedy w miarę regularnymi uczestnikami NBA All-Star Games. Embry w trakcie swojego pobytu w Cincinnati był pięciokrotnie powoływany do udziału w spotkaniu gwiazd.
W 1966 roku Royals wysłali Embry'ego do Boston Celtics w zamian za późniejszy wybór trzeciej rundy draftu 1967 roku – Sama Smitha. W barwach Celtics Embry sięgnął po tytuł mistrzowski w 1968 roku. Po zakończeniu rozgrywek nie został zastrzeżony przez klub, w wyniku czego wziął udział w tzw. expansion drafcie, stając się w ten sposób nowym zawodnikiem Milwaukee Bucks. Po zaledwie roku zdecydował się zakończyć sportową karierę, mimo przyzwoitych statystyk (13,1 punktu, 8,6 zbiórki).
Wkrótce po zakończeniu kariery zawodniczej Embry objął etat asystenta generalnego menedżera klubu Bucks. Został pierwszym w historii afroamerykańskim menedżerem klubu NBA, kiedy w 1971 roku objął to stanowisko w Milwaukee Bucks. Piastował je do 1979 roku. W latach 1985–1992 był menedżerem, a następnie wiceprezydentem Cleveland Cavaliers (1992–1994). W 1994 roku został pierwszym Afroamerykaninem, który objął stanowisko prezydenta klubu NBA – Cleveland Cavaliers. W klubie Cavs pracował do 2000 roku. Za swoje dokonania był dwukrotnie wyróżniany tytułem Menedżera Roku NBA. W latach 2004–2006 był związany z klubem Toronto Raptors.

## Osiągnięcia
NCAA
- Mistrz konferencji Mid-American
- Zaliczony do:
  - składu All-Mid-American Conference[5]
  - III składu All-American (1958 przez Helms Athletic Foundation )[3]
  - składu Honorable Mention All-American (1957–1958)[3]
  - Galerii Sław:
    - Sportu:
      - Miami - Miami Athletics Hall of Fame (1970)[3]
      - Cleveland - Cleveland Sports Hall of Fame (1998)[4]
      - Konferencji Mid-American[6]

    - Koszykówki stanu Ohio (2006)[5]
- Uczelnia zastrzegła należący do niego numer 23

NBA
- Mistrz NBA (1968)[7]
- 5-krotnie powoływany do udziału w meczu gwiazd NBA (1961–1965)[8]. Z powodu kontuzji nie wystąpił w 1963 roku[9].
- Wybrany do Koszykarskiej Galerii Sław (Naismith Memorial Basketball Hall Of Fame – 1999)[8]

Menedżer
- 2-krotny Menedżer Roku (1992, 1998)[1]